# Analetris
Genre
Analetris est un genre d'insectes appartenant à l'ordre des éphéméroptères.

## Liste d'espèces
Selon ITIS :
- Analetris eximia Edmunds, 1972

et
- † Analetris secundus Godunko & Klonowska, 2006

## Référence
- (en) Edmunds & Koss, 1972 : A review of the Acanthametropodinae with a description of a new genus (Ephemeroptera: Siphlonuridae). Pan-Pacific Entomologist, n. 4892, p. 136-144 (texte original).